# Erwin Stein (calciatore)
Erwin Stein (Francoforte sul Meno, 10 giugno 1935 – 26 luglio 2024) è stato un calciatore tedesco, di ruolo attaccante.

## Carriera
Giocò per 7 anni nell'Eintracht Francoforte, con cui giocò 148 partite e segno quasi 90 gol, tra cui una doppietta in finale di Coppa dei Campioni, contro il Real Madrid.